# Incantesimo (film 1956)
Incantesimo (The Eddy Duchin Story) è un film del 1956 diretto da George Sidney, con protagonisti da Tyrone Power e Kim Novak.
È la biografia del pianista e direttore d'orchestra statunitense Eddie Duchin, impersonato da Tyrone Power (che morirà per un infarto due anni dopo aver girato il film).
I brani suonati al pianoforte nel film da Eddie Duchin, vennero eseguiti dal pianista statunitense Carmen Cavallaro.

## Trama
Il bostoniano Eddie Duchin, neolaureato in farmacologia ma con la passione per il pianoforte, avendo mal interpretato una frase del direttore dell'orchestra di un famoso e lussuoso locale di New York, vi si reca convinto di riceverne una scrittura, ma scopre presto l'equivoco. Deluso, nonostante i complimenti professionali che il direttore gli rivolge, se ne va, attardandosi tuttavia ad accennare al pianoforte del salone un brano di un notturno di Chopin. Colpita dalla sua bravura, l'arredatrice del locale, la giovane, bella e ricca Marjorie Oelrich, convince il direttore dell'orchestra a scritturare Eddie per suonare durante la cena (ora in cui normalmente l'orchestra non si esibisce).
Da quel momento la carriera di Eddie, a parte qualche delusione iniziale, è fulminante. Diventa un pianista famoso, subentra addirittura al posto del direttore, che è partito per l'Europa, e sposa l'innamoratissima Marjorie. Ma l'incantesimo finisce quando Marjorie, rimasta incinta, muore subito dopo il parto ed Eddie, quasi considerasse il figlio colpevole della morte dell'adorata moglie, lo lascia alle cure degli zii della defunta (che già avevano allevato lei) e parte per una lunga tournée in Sudamerica, accompagnato dall'amico ed agente Lou Sherwood.
La tournée dura ben cinque anni ed Eddie, sotto le pressioni di Lou, rientra a New York, ove l'incontro con il figlio cinquenne Peter non è dei più entusiasmanti. Ma Eddie non ha tempo di pensarci su, poiché gli Stati Uniti d'America entrano nella seconda guerra mondiale a fianco degl'inglesi ed egli si arruola in marina, imbarcato su un incrociatore. Trascorsi altri quattro anni senza che egli veda il figlio, alla fine della guerra Eddie fa ritorno a New York. Qui, accanto al figlio che gli è estraneo, trova anche Ciquita, una giovane e bella inglese, ospite permanente degli zii di Marjorie da quando ha perso genitori e parenti in uno dei tanti bombardamenti tedeschi su Londra, che, di fatto, è l'istitutrice di Peter. I rapporti con il figlio sono inizialmente molto difficili: Peter, malgrado non voglia darlo a vedere, ha una grande ammirazione per il padre che pur lo ha "abbandonato" per quasi dieci anni, e suona anche lui il pianoforte, piuttosto bene.
La situazione tuttavia si appiana, Eddie torna ad essere una celebrità contesa e i rapporti con il figlio migliorano di giorno in giorno. Ma anche questo secondo incantesimo finisce. Eddie, colpito da uno strano dolore ad una mano mentre suona durante un concerto, scopre di essere affetto da un male incurabile che lo condurrà presto alla tomba. Il problema è: come dirlo al figlio? Spinto da Chiquita, che nel frattempo ha sposato, decide di informare Peter che presto lui non ci sarà più. La rivelazione della sua malattia a Peter avviene proprio nel parco ove una volta vi era il famoso locale che vide l'inizio della carriera di Eddie.

## Riconoscimenti
Il film ottenne quattro nomination ai Premi Oscar 1957.